# ずっとそばに…
「ずっとそばに…」は、Metisの5枚目のシングル。2009年4月15日発売。

## 収録曲
1. ずっとそばに…  
  - 作詞・作曲：Metis／編曲：小高光太郎
  - NYV系「音楽戦士 MUSIC FIGHTER」4月エンディング・テーマ
  - NTV「汐留☆イベント部」4月エンディング・テーマ
2. 届け Love Song    
  - 作詞・作曲：Metis／編曲：Koma2 Kaz
3. ずっとそばに… (Inst)